# Saison 2 de Dark Angel
Chronologie
Saison 1
Cet article présente le guide des épisodes de la seconde saison du feuilleton télévisé Dark Angel.

## Distribution

### Acteur principaux
- Jessica Alba (VF : Barbara Delsol) : Max Guevara (X5-452)
- Michael Weatherly (VF : Xavier Fagnon) : Logan Cale / Eyes Only (le veilleur)
- Richard Gunn (VF : Guillaume Lebon) : Calvin « Sketchy » Theodore
- J.C. MacKenzie (VF : Constantin Pappas) : Reagan « Normal » Ronald
- Valarie Rae Miller (VF : Vanina Pradier) : Cynthia « Original Cindy » McEachin
- John Savage (VF : Hervé Jolly) : Donald Lydecker
- Jensen Ackles (VF : Fabrice Josso) : Alec McDowell
- Kevin Durand : Joshua (Dark Angel)

### Acteurs secondaires récurrents de cette saison
- Martin Cummins (VF : Maurice Decoster) : Ames White (saison 2)
- Geneva Locke : Jeune Max
- William Gregory Lee : Zack
- Brian Markinson : Dr Sam Carr
- Craig Veroni : Otto Gotlieb
- Fulvio Cecere : Sandoval
- Byron Mann : Inspecteur Matt Sung

## Épisodes

### Épisode 1:Le Prix de l'évasion
- États-Unis : 21 septembre 2001
- France : 31 août 2002

- États-Unis : 8,66 millions de téléspectateurs

- Paul J. Andersen (Garde de Manticore)
- Norman Armour (Employé)
- Daniel Bacon (Contrôleur de la chambre technique #1)
- Sean Bockhold (Jumeau X7)
- David Coles (Nettoyeur du département médico-légal)
- Kevin Conway (Ouvrier de l'entrepot)
- Antonio Cupo (Homme X5)
- Brian Drummond (Officier 1 des TAC)
- Robert Gossett (Colonel Jim McGinnis)
- Adam Henderson (Docteur à Manticore)
- Ian Marsh (Sergent entraîneur)
- Grace Park (Partenaire Féminine X5)
- John Savage (Colonel Donald Michael Lydecker)
- Ashley Scott (Asha Barlowe)
- Yee Jee Tso (Coursier Lanky)
- Nana Visitor (Madame X / Dr Elizabeth Renfro)

### Épisode 2:Liberté
- États-Unis : 28 septembre 2001
- France : 1er septembre 2002

- États-Unis : 7,15 millions de téléspectateurs

- Leanne Adachi (Informaticienne)
- Kyle Alisharan (Ouvrier)
- Steve Archer (Technicien)
- Jami (Zero)
- Dalias Blake (Militaire technicien)
- Sean Bockhold (X7)
- Lisa Calderon (Flo)
- Nicki Clyne (Fixit)
- Colin Cunningham (Transgénique DAC)
- Claude Duhamel (Employé)
- Andrew Francis (Garçon X6)
- Alana Husband (Fille X6)
- Jennifer Jasey (Shelly)
- Chris Kramer ((Mike)
- Catherine Lough Haggquist (Journaliste)
- Mark Lukyn (Lieutenant)
- Cameron McDonald (Flic)
- Sarah Jane Morris (Ralph)
- Jesse Moss (Bullet)
- John Savage (Colonel Donald Michael Lydecker)
- Ashley Scott (Asha Barlowe)
- Craig Veroni (Soldat #1)
- Connor Widdows (Bugler)

### Épisode 3:Codes-barres
- États-Unis : 15 octobre 2001
- France : 7 septembre 2002

- États-Unis : 8,37 millions de téléspectateurs

- Stephen Aberle (Professeur Long)
- Kyle Alisharan (Ouvrier)
- Norman Armour (Jeune Sandeman)
- Brendan Beiser (Époux)
- Brittany Cuevas (Max à 6 ans)
- Ryan de Boer (X6-252)
- John DeSantis (Mangler Miller)
- John Hainsworth (Sans-Abris Maigre)
- Nick Harrison (Flic #1)
- Ken Kirzinger (Combattant #2)
- Rob LaBelle (Engel)
- Deb Macatumpag (Femme-Fauve)
- Shaker Paleja (Soldat)
- John Savage (Colonel Donald Michael Lydecker)
- Ashley Scott (Asha Barlowe)
- Kimani Ray Smith (Sans-Abris Barbu)
- Shawn Stewart (Combattant #1)
- Angela Uyeda (Flic #2)
- Vince Walker (Homme à Mitraillette)
- Janet Wright (Épouse)

### Épisode 4:Haute Précision
- États-Unis : 26 octobre 2001
- France : 7 septembre 2002

- États-Unis : 7,76 millions de téléspectateurs

- Byron Mann (Inspecteur Matt Sung)
- Paul Becker (Garçon X5)
- Winston Brown (Barman)
- Greg Chan (Vendeur #2)
- Jonross Fong (Henry)
- Paul Jamieson (Homme en pardessus)
- Tyler Labine (Cyrill Elroy)
- Zen Shane Lim (Jeune chinois #1)
- Laara Ong (Chinoise morte #2)
- Kris Pope (Rafer)
- Ashley Scott (Asha Barlowe)
- Rekha Sharma (Dr Beverly Shankar)
- Michael David Simms (Capitaine)
- Rick Tae (Propriétaire)
- Bob Wilde (Inspecteur)
- Raugi Yu (Preneur de tickets)

### Épisode 5:Nuit de folie
- États-Unis : 2 novembre 2001
- France : 7 septembre 2002

- États-Unis : 6,53 millions de téléspectateurs

- Jaron Albertin (Sosie de Logan)
- Angelika Baran (Jolie rousse)
- Sarah Carter (Katarina)
- Rob DeLeeuw (Homme)
- G. Michael Gray (Dieter)
- Deanne Henry (Serena, mère de Rafer)
- Brian Jensen (Flic de Venue)
- Leslie Jones (Serveuse)
- Jillian Marie (Tina)
- Travis McDonald (Bum)
- Kris Pope (Rafer)
- Jana Ritter (Sosie d'Asha)
- Todd Stashwick (Sally)
- French Tickner (Père McAllister)

### Épisode 6:Vengeance
- États-Unis : 9 novembre 2001
- France : 14 septembre 2002

- États-Unis : 6,92 millions de téléspectateurs

- Michasha Armstrong (Tuck)
- John Callander (Prisonnier)
- John Cassini (en) (Flic blond)
- Steffania Ciccone (Mme LePera)
- Mike Dopud (Flic #3)
- Kevin Durand (Isaac)
- Fred Ewanuick (Bird)
- Patrick Gallagher (Flic hispanique)
- John Mann (Eddy l'anglais)
- Ryan Nelson (Jeune flic)
- David Parker (Officier Pearson)
- Sonya Salomaa (Lux)
- Garfield Wilson (Flic joyeux)

### Épisode 7:Les Têtes d'acier
- États-Unis : 16 novembre 2001
- France : 21 septembre 2002

- États-Unis : 6,24 millions de téléspectateurs

- Michasha Armstrong (Tuck)
- Winston Brown (Barman)
- Fred Ewanuick (Bird)
- Todd Fenwick (Hulk)
- Fred Keating (Buddy Thompson)
- John Mann (Eddy l'anglais)
- Seth Ranaweera (Shashi)
- Sonya Salomaa (Lux)

### Épisode 8:Dans les profondeurs de l'océan
- États-Unis : 7 décembre 2001
- France : 28 septembre 2002

- États-Unis : 5,54 millions de téléspectateurs

- Jessica Amlee (Brittany)
- Anita Brown (Fille aux branchies)
- Kendall Cross (Bitsy)
- Amanda Hardy (Veronica)
- Scott Heindl (Jack)
- Jesse Hutch (Garçon aux branchies)
- Darcy Laurie (Ike)
- Mark Lukyn (Technicien)
- Gus Lynch (Mack)
- Angela Moore (Infirmière Betty)
- Darryl Quon (Bouncer)

### Épisode 9:L'Art et la manière
- États-Unis : 14 décembre 2001
- France : 5 octobre 2002

- États-Unis : 5,77 millions de téléspectateurs

- Brayden Bullen (Ray White)
- Simon Burnett (Race pure #1)
- Robert Carter (Transgénique chauve)
- Christopher Gordon (Race pure #2)
- Emily Holmes (Wendy Olsen-White)
- Claudette Roche (Rita)

### Épisode 10:S1W
- États-Unis : 11 janvier 2002
- France : 12 octobre 2002

- États-Unis : 6,08 millions de téléspectateurs

- Michael Ray Bower (Brain)
- Noel Callahan (Gamin aux jeux vidéo)
- Terry Chen (Membre des S1W)
- Simonee Chichester (Membre des S1W #1)
- Darren Choo (Homme des SWAT #2)
- Tiffany Knight (Femme de la publicité)
- Kuba (Membre des S1W #2)
- Sarah La Greca (Jeune femme)
- Simon Longmore (Flic aux arcades)
- Dagmar Midcap (Présentateur)
- Thomas Milburn Jr. (Homme des SWAT #1)
- Dean Redmond (Membre des S1W #3)
- Cary Shields (Chef)

### Épisode 11:Le Contrat Berrisford
- États-Unis : 18 janvier 2002
- France : 19 octobre 2002

- États-Unis : 5,39 millions de téléspectateurs

- Eric Breker (Agent #1)
- Jacob Chaos (Homme de laboratoire)
- Micah Gardener (Simon Lehane)
- Michael Kopsa (Robert Berrisford)
- Ty Olsson (Mario)
- Meghan Ory (Rachel Berrisford)
- Suzanne Ristic (Servante)

### Épisode 12:12 Heures de sursis
- États-Unis : 1er février 2002
- France : 19 octobre 2002

- États-Unis : 5,90 millions de téléspectateurs

- Tony Alcantar (Irving)
- Scott Bellis (Delbert)
- Sarah Cole-Burnett (Emma)
- Ryan Drescher (Tim)
- Fiona Hogan (en) (Muriel)
- Dee Jay Jackson (Gordie)
- Peter Williams (Hal)

### Épisode 13:Quarantaine
- États-Unis : 8 février 2002
- France : 26 octobre 2002

- États-Unis : 6,61 millions de téléspectateurs

- Kwesi Ameyaw (Technicien de laboratoire)
- Kaare Anderson (Flic de secteur #2)
- Ben Cotton (Cycliste dans la file d'attente)
- Alexander Farquharson (Garçon dans la file d'attente)
- Tara Fynn (Mère dans la file d'attente)
- Oscar Goncalves (Flic de secteur #3)
- Sharon Heath (Infirmière #1)
- Mark Lukyn (Homme de White)
- Dagmar Midcap (Journaliste)
- Enuka Okuma (Dr Harrington)
- Alanis Peart (Infirmière #2)
- Laara Sadiq (Infirmière assistante)
- Robert Smith (Homme en costume rayé)
- Ari Soloman (Technicien CDC)
- Bobby Stewart (Flic de secteur #1)
- Donavon Stinson (Bill - infos de Channel 3)
- Sarah Strange (Infirmière Betty)
- Todd Talbot (Auxiliaire médicale #1)
- Jerry Wasserman (Dr George)

### Épisode 14:Disciples
- États-Unis : 8 mars 2002
- France : 26 octobre 2002

- États-Unis : 6,18 millions de téléspectateurs

- Sean Amsing (Wallace)
- Juliet Dunn (Infirmière au bureau)
- Matthew Currie Holmes (Push)
- Ian Marsh (Portier #1)
- Adrian McMorran (Dylan)
- Miles Meadows (Rollins)
- Sky Miles (Sky)
- Vishanti Moosai (Eliza)
- Eliza Murbach (Janis)
- Missy Peregrym (Adepte sexy)
- Zak Santiago Alam (Kurt)
- Rekha Sharma (Dr Beverly Shankar)
- Camille Sullivan (Lida)
- Keegan Connor Tracy (Rain)
- Kett Turton (Jonathan)
- Carolyn Tweedle (Femme-chat)
- Sam Witwer (Marrow)

### Épisode 15:L'Ensorceleuse
- États-Unis : 15 mars 2002
- France : 2 novembre 2002

- États-Unis : 4,22 millions de téléspectateurs

- Frankie J. Allison (Sam "Shakes")
- Lee Jay Bamberry (Maître du ring)
- Peter Benson (Serveur)
- Laurie Brunetti (Dougie)
- Louis Chirillo (Bobby Sans Cou)
- David Gianopoulos (Tony Rinaldi)
- John Juliani (Boss Sparacino)
- Tracy Ryan (Mia)

Le titre original est un mot d'argot signifiant "Forget about it" ("Oublie cela")
- expression célèbre associée à la mafia.

### Épisode 16:Immunité
- États-Unis : 22 mars 2002
- France : 9 novembre 2002

- États-Unis : 5,06 millions de téléspectateurs

- Mark Lukyn (Technicien #1)
- Gabrielle Rose (Mme Moorehead)
- Brayden Bullen (Ray White)
- Aaron Douglas (Employé de l'hôtel)
- Devin Douglas Drewitz (Samuel)
- Jase-Anthony Griffith (Technicien #2)
- Emily Holmes (Wendy Olsen-White)
- Mike Mitchell (Transhumain)
- Alex Rae (Employé de magasin)
- Callum Keith Rennie (Shérif Lamar)
- Garwin Sanford (Prêtre)
- Stephen Spender (Garde de la sécurité)
- Malcolm Stewart (Directeur Paul Simms)
- Dominika Wolski (Prêtresse)

### Épisode 17:Par amour
- États-Unis : 5 avril 2002
- France : 23 novembre 2002

- États-Unis : 4,73 millions de téléspectateurs

- Mark Lukyn (Technicien #1) , Gabrielle Rose (Mme Moorehead)
- Noah Beggs (Inspecteur Krakow)
- Gerry Durand (Flic ND)
- Jase-Anthony Griffith (Technicien #2)
- Sadie Lawrence (Jeune veuve)
- Kandyse McClure (Annie Fisher)
- Mike Mitchell (Mule)
- Paul Moniz de Sa (Flic en uniforme)
- Rekha Sharma (Dr Beverly Shankar)
- Evan Stewart (Présentateur des informations)

### Épisode 18:Un après-midi de chien
- États-Unis : 12 avril 2002
- France : 23 novembre 2002

- États-Unis : 4,94 millions de téléspectateurs

- Mark Lukyn (Technicien #1)
- Gabrielle Rose (Mme Moorehead)
- David Berner (Hôte)
- Mark Burgess (Révérand Caldwell)
- Josh Byer (Zed)
- David Coles (Quint)
- L. Harvey Gold (Avocat)
- J.J. Johnson (Vendeur de t-shirt)
- Mitchell Kosterman (Lieutenant)
- Mike LaPage (Flic du périmètre)
- Brad Loree (Flic de secteur #1)
- Dion Luther (Journaliste)
- Kandyse McClure (Annie Fisher)
- Dagmar Midcap (Journaliste des informations)
- Darryl Scheelar (Flic de secteur #2)
- Malcolm Stewart (Directeur Paul Simms)
- Bobby Stewart (Flic chauve)
- Jorgito Vargas Jr. (Bug)

### Épisode 19:Le Clone
- États-Unis : 19 avril 2002
- France : 23 novembre 2002

- États-Unis : 4,10 millions de téléspectateurs

- Alessandro Juliani (Druid)
- Mark Lukyn (Technicien #1)
- Jessica Marie Alba (Sam / X5-453)
- Cameron Bright (Johnny)
- Fred Ewanuick (Luke)
- Jase-Anthony Griffith (Technicien #2)
- Brian Jensen (Mole)
- Darcy Laurie (Dix)
- Sky Miles (Sky)
- Paul Perri (Sénateur McKinley)
- Evan Stewart (Présentateur des informations)
- Malcolm Stewart (Directeur Paul Simms)
- Jim Thorburn (Steve)

### Épisode 20:Destinée
- États-Unis : 26 avril 2002
- France : 30 novembre 2002

- États-Unis : 4,66 millions de téléspectateurs

- Mark Lukyn (Technicien #1)
- Gabrielle Rose (Mme Moorehead)
- Fred Ewanuick (Luke)
- Jase-Anthony Griffith (Technicien #2)
- David Haysom (Flic au poste de contrôle)
- Brian Jensen (Mole)
- Craig Lapthorne (Flic en uniforme)
- Darcy Laurie (Dix)
- Henri Lubatti (C.J. Sandeman)
- Darren Moore (Spectateur)
- Paul Perri (Sénateur McKinley)
- Rey-Phillip Santos (Albino X d'origine)
- Michael Sbrizzi (Biggs)
- Ron Selmour (Dan)
- Peter Shinkoda (Albino X)
- Dominika Wolski (Prêtresse)

### Épisode 21:Vivre libre: Partie 1
- États-Unis : 3 mai 2002
- France :

- États-Unis : 6,92 millions de téléspectateurs

- Gabrielle Rose (Mme Moorehead)
- Liz Bakalar (Greta)
- Jeffrey Ballard (Dalton / X6)
- Simon Burnett (Guerrier Phalanx #3)
- Amy Dumas (Thula)
- Fred Ewanuick (Luke)
- Russell Ferrier (Sonny)
- Lance Gibson (Homme dans la rue #3)
- Chris Gordon (Guerrier Phalanx)
- Lorin Heath (CeCe)
- Brian Jensen (Mole)
- Erin Karpluk (Gem / X5)
- Darcy Laurie (Dix)
- Dion Luther (Bill Hailey)
- Alison Matthews (Présentatrice)
- Charlie Mayrs (Second intervenant)
- Steve McMichael (Guerrier Phalanx #2)
- Sky Miles (Sky)
- Gardiner Millar (Homme dans la rue #2)
- Darren Moore (Homme dans la rue #1)
- Ro Nielsen (Flic #2)
- Tahmoh Penikett (Flic #1)
- Lori Stewart (Guerrière Phalanx #1)
- Michael Sunczyk (Conducteur du camion)
- Christine Willes (Femme à l'église)
- Rick Worthy (Lieutenant Clemente)

### Épisode 22:Vivre libre: Partie 2
- États-Unis : 3 mai 2002
- France :

- États-Unis : 6,75 millions de téléspectateurs

- Gabrielle Rose (Mme Moorehead)
- Liz Bakalar (Greta)
- Jeffrey Ballard (Dalton / X6)
- Simon Burnett (Guerrier Phalanx #3)
- Amy Dumas (Thula)
- Fred Ewanuick (Luke)
- Russell Ferrier (Sonny)
- Lance Gibson (Homme dans la rue #3)
- Chris Gordon (Guerrier Phalanx)
- Lorin Heath (CeCe)
- Brian Jensen (Mole)
- Erin Karpluk (Gem / X5)
- Darcy Laurie (Dix)
- Dion Luther (Bill Hailey)
- Alison Matthews (Présentatrice)
- Charlie Mayrs (Second intervenant)
- Steve McMichael (Guerrier Phalanx #2)
- Sky Miles (Sky)
- Gardiner Millar (Homme dans la rue #2)
- Darren Moore (Homme dans la rue #1)
- Ro Nielsen (Flic #2)
- Tahmoh Penikett (Flic #1)
- Lori Stewart (Guerrière Phalanx #1)
- Michael Sunczyk (Conducteur du camion)
- Christine Willes (Femme à l'église)
- Rick Worthy (Lieutenant Clemente)